# Premières
Premières era una comuna francesa, situada en el departamento de Côte-d'Or, de la región de Borgoña-Franco Condado, que el 28 de febrero de 2019 pasó a ser una comuna delegada y la cabecera de la comuna nueva de Collonges-et-Premières.

## Geografía
Está ubicada a 20 km al sureste de Dijon.

## Demografía
| 94 | 90 | 84 | 111 | 120 | 125 | 92 | 141 |
| Para los censos de 1962 a 1999 la población legal corresponde a la población sin duplicidades (Fuente: INSEE [Consultar]) |    |    |     |     |     |    |     |